# Korzenie włośnikowate
Korzenie włośnikowate – korzenie powstałe na tkance roślinnej w wyniku zakażenia bakterią glebową Agrobacterium rhizogenes. Mikroorganizmy te posiadają plazmid Ri (ang. root inducing), którego fragment (T-DNA, ang. transferred DNA) jest przenoszony do komórki roślinnej i wbudowywany w jej genom. Korzenie włośnikowate znajdują zastosowanie m.in. w produkcji metabolitów wtórnych oraz rekombinowanych białek.